# Helina tarsalis
Helina tarsalis este o specie de muște din genul Helina, familia Muscidae. A fost descrisă pentru prima dată de Stein în anul 1918. Conform Catalogue of Life specia Helina tarsalis nu are subspecii cunoscute.